# Стрельниково (посёлок, Мордовия)
Стрельниково — посёлок в Атюрьевском районе Республики Мордовия. Входит в состав Стрельниковского сельского поселения, а также основанный Карскими переселенцами приблизительно в 1860-х годах при реформах в Российской Империи

## География
Расположен в истоке ручья Шавра, в 8 км к северо-западу от центра сельского поселения села Стрельниково.

## Население
| 2002 | 2010 |
| ---- | ---- |
| 56   | ↘15  |

Национальный состав
Согласно результатам Всероссийской переписи населения 2002 года, в национальной структуре населения мордва составляла 95 %.